# ITF-2
ITF-2 ist ein japanischer Amateurfunksatellit. Er wurde an der staatlichen Universität Tsukuba gebaut. Die Abkürzung "ITF" steht für den Slogan der Universität: „Imagine The Future“. ITF-2 ist der Nachfolger von ITF-1, der 2014 gestartet wurde, von dem jedoch nie Signale empfangen wurden.
Die Frequenzen wurden von der IARU koordiniert. Am 11. Juni 2017 wurde durch die AMSAT-Nordamerika die OSCAR-Bezeichnung Tsukuba-OSCAR-89 (TO-89) vergeben.
ITF-2 dient der Erprobung von Mikrocontrollern unter Weltraumbedingungen. Der Satellit verfügt über eine Miniatur-Antenne (Ultra Small Antenna), in Form einer gefalteten Leiterbahn (1/20 Lambda) auf einer Leiterplatte, die an einer Außenseite des Satelliten  montiert ist. Der Empfang der Telemetrie wird von der Universität Tsukuba mit einer QSL-Karte bestätigt.

## Mission
Der Satellit wurde am 9. Dezember 2016 mit einer H-2B-304-Rakete zusammen mit weiterer Nutzlast vom Tanegashima Space Center gestartet und zur ISS gebracht. Am 16. Januar 2017 wurde ITF-2 von der ISS ausgesetzt. ITF-2 ist am 3. Januar 2019 in der Erdatmosphäre verglüht.

## Frequenzen
- Downlink (Bake) 437,525 MHz 300-mW-Sender Telegrafie (CW) und 1k2 AFSK (F2D)
- Rufzeichen: JQ1ZLO